# 가미세노촌
가미세노촌(上瀬野村)은 일본 히로시마현 아키군에 설치되었던 촌이다. 현재의 히로시마시 아키구의 일부에 해당한다.